# Botrytis aclada
Botrytis aclada Fresen. – gatunek grzybów z rodziny twardnicowatych (Sclerotiniaceae). Gatunek rozprzestrzeniony na całym świecie. Pasożyt i saprotrof, wśród roślin uprawnych porażający cebulę, czosnek i pora. Wraz z innymi patogenami wywołuje u nich chorobę o nazwie zgnilizna szyjki cebuli.

## Systematyka i nazewnictwo
Pozycja w klasyfikacji według Index Fungorum: Botrytis, Sclerotiniaceae, Helotiales, Leotiomycetidae, Leotiomycetes, Pezizomycotina, Ascomycota, Fungi.

## Morfologia
Grzyb mikroskopijny, znany wyłącznie w postaci bezpłciowej anamorfy. Rozwija się w tkankach porażonych roślin i na ich obumarłych resztkach. Wytwarza w nich grzybnię z pyknidiami, w których powstają jajowate zarodniki konidialne o rozmiarach 8,4–12,1 × 4,6–5,6 μm. Konidiofory mają długość około 1 mm. Na podłożu PDA nie tworzy sklerocjów.
Przez długi czas B. aclada uważany był za synonim Botrytis allii. Przyczyną były trudności z rozróżnieniem tych gatunków na podstawie cech morfologicznych. W 1950 r. jednak Owen i współpracownicy analizując budowę chromosomów wykazali, że są to odrębne gatunki.
Trzy z 7 gatunków wywołujących zgniliznę szyjki cebuli, a mianowicie Botrytis allii, Botrytis aclada i Ciborinia allii są morfologicznie trudne do odróżnienia. Wyniki badań metodami biologii molekularnej pozwoliły wyjaśnić relacje między nimi. Porównanie sekwencji DNA wykazało, że Botrytis allii jest mieszańcem B. aclada i C. allii, i posiada allele genów od każdego z nich. B. aclada i C. allii mają po 16 chromosomów, podczas gdy B. alli ma ich 32.